# Córrego Duque de Caxias
O Córrego Duque de Caxias é um rio que banha o bairro do Bacacheri, no município brasileiro de Curitiba, capital do Paraná.